# درو باسباي
درو باسباي (بالإنجليزية: Drew Busby)‏ هو مدرب كرة قدم ولاعب كرة قدم بريطاني، ولد في 8 ديسمبر 1947 في غلاسكو في المملكة المتحدة. لعب مع كوين أوف ساوث ونادي بارتيك ثيسل ونادي بارو ونادي غرينوك مورتون ونادي لانارك الثالث وهارت أوف ميدلوثيان.

## وصلات خارجية
- درو باسباي على موقع قاعدة بيانات كرة القدم.إي يو (الإنجليزية)